# Puesto de banalización

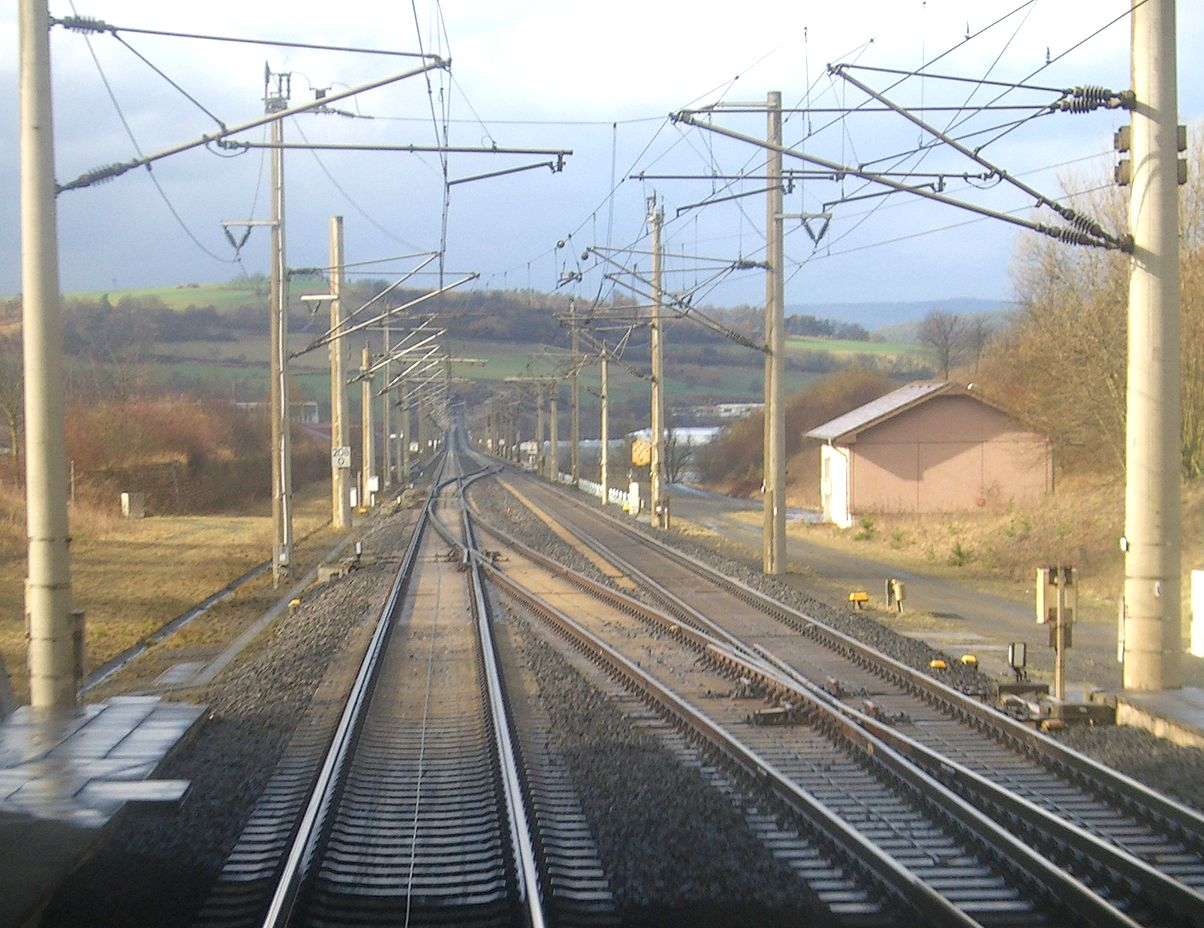
Puesto de banalización en la línea de alta velocidad Hannover-Wurzburgo (Alemania).

Un puesto de banalización es una instalación ferroviaria formada por desvíos que permite a los trenes que circulan por una vía doble pasar de una vía a la otra.
El término comenzó a utilizarse con la aparición de las líneas de alta velocidad, ya que empezaron a utilizarse elementos en plena línea cuya única función era la de cambiar de vía sin estar localizados en las estaciones ni ligados a ninguna otra instalación ferroviaria.

## Configuración
En el ferrocarril las vías dobles se pueden explotar principalmente de dos modos: con una vía para cada sentido o con ambas vías preparadas para circular en ambos sentidos, lo que se conoce como vía banalizada. Normalmente todas las líneas de alta velocidad utilizan esta configuración, también disponibles en algunos tramos de vía convencional renovada. La vía banalizada no solo permite una explotación circulando tanto por la derecha como por la izquierda indistintamente, sino que también admite circulaciones en paralelo y adelantamientos en plena vía. Además, en caso de que una de las vías quede interceptada los trenes pueden circular por la otra vía en ambos sentidos sin necesidad de establecer ningún dispositivo especial.
Existen ocasiones en las que la explotación requiere que un tren inicie su recorrido en una vía y continúe en la otra. Es el caso de un tren que deba cruzarse con otros trenes que circulan en sentido contrario y posteriormente adelantar a otro tren que circule en su mismo sentido, o de un tren que se encuentre un tramo de vía interceptado ante sí. El cambio de vía puede realizarse en las estaciones, pero en el caso de las líneas de alta velocidad la distancia entre estaciones es muy grande, limitando la capacidad de la línea, ya que por ejemplo mientras dos trenes circulen en paralelo no pueden circular trenes en sentido contrario. Para poder aprovechar al máximo la capacidad de la línea, se sitúan entre las diferentes estaciones varios puestos de banalización a distancias regulares que permiten que un tren cambiado de vía pueda volver a la vía original en poca distancia.
El estar en plena vía de las líneas de alta velocidad obliga a que los desvíos utilizados sean de alta tecnología, para ser utilizados en vía directa a la velocidad máxima de la línea, y en vía desviada reduciendo la velocidad lo mínimo posible para no afectar a los tiempos de viaje cuando un tren ha de cambiar de vía. Los puestos de banalización para permitir la explotación son inicio y final de cantón.